# Gustavo Tambascio
 Gustavo Tambascio, cuyo nombre completo era Gustavo Tambascio Levy, (Buenos Aires, 11 de agosto de 1948 – Madrid, 3 de febrero de 2018) fue un director de escena, gestor cultural, dramaturgo y docente argentino-español.

## Biografía
Nació en Buenos Aires, Argentina, en 1948. Estudió en Buenos Aires English High School y el Westminster College y se graduó como Bachiller especializado en Letras en el Nicolás Avellaneda. Políglota, tradujo numerosas obras del inglés, francés o italiano. Trabajó, asimismo, en el Servicio Cultural de la Embajada de Francia en Buenos Aires. De formación musical autodidacta, se centró sobre todo en la ópera romántica y el barroco italiano y francés. 
Debuta como actor a la edad de cinco años en Mano Santa, sainete de Florencio Sánchez. En la compañía de su hermana, Luz Tambascio, continúa como actor infantil hasta los diez años. A partir de los catorce, y hasta los diecinueve años, trabajará en diversas producciones de la televisión argentina, donde comenzará también su labor de ayudante de producción y dirección. 
Al mismo tiempo, adapta folletines para la radio y colabora con diversos grupos de la vanguardia teatral bonaerense. Más tarde trabajará como traductor y periodista en el diario La Opinión.
En 1971, tras una breve estancia en Ouro Preto (Brasil) para unirse al Living Theater, se involucra en grupos de acción política de izquierdas dentro de la política argentina. Será esta militancia la que le obligará a dejar su país natal en 1976, tras el golpe de Estado militar.
Venezuela es su primer destino. En Caracas colabora con el periódico El Nacional, es secretario general de la Ópera Metropolitana, se implica en la fundación de la Orquesta Sinfónica Municipal de la que también será asesor artístico, y en la creación de la cátedra de Historia de la Ópera en la Universidad Central de Venezuela. Asumirá la dirección artística del Ateneo de Caracas y allí debutará como director de escena con Pulcinella de Stravinsky (1980). 
A partir de ese momento, su actividad se reparte entre distintos países, tanto del continente americano como europeo, con puestas en escena, a menudo polémicas de ópera, teatro de texto o teatro musical.
Desde 1988 residió habitualmente en Madrid y solicitó la nacionalidad española, que le fue concedida.
Ha dirigido en los principales teatros de España, desde el Teatro Real o el Teatro de la Zarzuela de Madrid, al Teatro Campoamor de Oviedo, La Maestranza de Sevilla o el Liceo de Barcelona, dentro de los más importantes eventos culturales, como el Festival de Teatro Clásico de Almagro, el Festival de Otoño de Madrid o el Festival de Teatro Clásico de Mérida. 
Con sus puestas en escena ha viajado a diversos países y varias ciudades de Europa y América, desde Moscú, Lyon, Kiev, Manaus, La Plata, Montreal o Nápoles a Dallas, Perm o Marsella. 
La dirección de El hombre de La Mancha en 1997, protagonizado por José Sacristán y Paloma San Basilio, significó, además del asentamiento definitivo del género Musical en España, uno de los mayores éxitos de la cartelera hasta el momento.
En 2007 fue comisionado por el Ministerio de Cultura de España para proyectar y luego coordinar el Centro de las Artes Escénicas y de las Músicas Históricas, para investigar y divulgar los repertorios musicales de las diversas coronas españolas hasta el siglo XIX. 
Dentro de este proyecto se puso en marcha una coproducción con el Napoli Teatro Festival en la que se recuperaba un título olvidado de Leonardo Vinci; La Parténope. Se estrenó en el San Carlo de Nápoles y luego giró por España y Europa, y fue distinguida con el Premio Campoamor a la mejor ópera producida en 2009.
Será en 2010 cuando vea la luz una esperada adaptación teatral del Frankenstein de Mary Shelley, estrenada en los Teatros del Canal, que giró después por España y fue representada también en el Napoli Teatro Festival, donde alcanzó una gran repercusión. 

Su regreso a Argentina, tras dos décadas de ausencia, para estrenar allí su versión del Giulio Cesare de Händel, en el Teatro Argentino de La Plata, representó toda una conmoción, por sus referencias a la historia reciente del país austral.

Lulú de Alban Berg en el Teatro Amazonas de Manaus, Brasil, en 2012, será su siguiente puesta en escena en tierras americanas, obteniendo el premio al mejor espectáculo de ópera en Brasil de ese año.

En 2013, en Dallas, EE. UU., estrenó una obra recuperada de Sebastián Durón, Cupid New Weapons of Love, con la Orchestra of New Spain bajo la dirección de Grover Wilkins. En diciembre, en Sevilla, estrenó una versión del texto de Collodi: Pinocho, El Gran Musical, con partitura de Bruno Tambascio, que se mantuvo de gira por España e Italia hasta el 2016.
Y el Teatro Español, con motivo del 450 aniversario de su creación, le encargó la puesta en escena de un texto de Antonio Arnel, Si el español nos contase. 
Del propio Arnel será también ¿El Greco, decís?, estrenada en Toledo en 2014 con motivo del cuarto centenario de la muerte del pintor.
A partir de este momento, su actividad se vuelve más intensa, siendo requerido nuevamente en Brasil para dirigir Iphigenie en Tauride de Gluck; el estreno mundial de El loco de los balcones del Premio Nobel Vargas Llosa; un Chejov con aires vascos, La gaviota, en el Teatro Arriaga; y dos nuevas aventuras tejanas en el City Performing Hall de Dallas: Villa y Corte (2015), sobre tonadillas españolas, e Ifigenia en Tracia de José de Nebra (2016).
En el Teatro de la Zarzuela presentó en 2016, junto a la Cappella Mediterranea y Leonardo García Alarcón, un programa doble en homenaje a Durón: la ópera La guerra de los gigantes y la zarzuela El imposible mayor en amor, le vence Amor, unánimemente distinguido por la crítica como un espectáculo inolvidable.
En los Teatros del Canal estrena un texto propio, Farinelli, el castrato del rey Felipe, sobre la figura del cantante traído a España por Felipe V para curar su melancolía. Ese mismo año dirige el montaje de El emperador de la Atlántida, opera concebida en Terezin, precedida por el melodrama Canción de amor y muerte del Corneta Cristóbal Rilke, ambas de Viktor Ullmann.
Con Alberto Zedda en la parte musical, dirigió en La Coruña la que sería la última obra del maestro italiano: Un Falstaff protagonizado por Bryn Terfel. En Valladolid firmó un Trovatore y de nuevo en los Teatros del Canal, un monólogo de Copi, Le Frigo.
En 2017 estrenó en Dallas Quixote! de Octavio Solis, premiado con el TACA Award, y el 9 de febrero de 2018 tuvo lugar de forma póstuma, la première de Achille in Sciro de Courcelle, en el Moody Performance Hall de Dallas.
Su fascinación por la ópera y el barroco le llevó a rescatar del olvido joyas como Ione de Petrella, Prima la musica e poi le parole de Salieri, Acis y Galatea de Literes, La Dafne de Da Gagliano, Lamento de Ariadna de Monteverdi o Rodelinda de Händel, Don Chisciotte de Manuel García… pero también puso en escena obras del repertorio tradicional como Dido y Eneas de Purcell, Norma y La sonnambula de Bellini, Salome de Strauss, Don Giovanni y Cosí fan tutte de Mozart, La italiana en Argel de Rossini, Lulú de Berg, Iphigenie en Tauride de Gluck, o Il Trovatore y Falstaff de Verdi. 
Sus versiones de clásicos como El empresario (con libreto propio), y Bastián y Bastiana de Mozart, La cambiale di matrimonio de Rossini o La traviata de Verdi, se representaron en teatros de toda España. Se hallaba montando una producción de La traviata en el Colón de Buenos Aires, en 2013, cuando un conflicto sindical impidió su estreno. Su producción de Pelleas y Melisande de Debussy del año 2018 hubiera sido su oportunidad de volver a dirigir en el coliseo bonaerense.
Dentro de la ópera contemporánea, dirigió La Hacienda de Pompeyo Camps, Dulcinea de Mauricio Sotelo, Hangman, hangman y The Town of Greed de Leonardo Balada, Segismundo de Tomás Marco, Colloquio col Tango y Lord Byron’s Love Letter de Raffaello de Banfield o La madre invita a comer y Tarde de poetas de Luis de Pablo.
También se especializó en espectáculos (concebidos, y la mayoría también escritos, por él) dedicados a ese mundo que amaba: Una furtiva lágrima, sobre Donizetti y sus óperas, Desván Verdi, dedicado al compositor en el centenario de su muerte, La rebelión de los criados, divertida visión sobre Figaro, tanto de Mozart como de Rossini, y Ópera Pushkin, libreto para la Filarmónica de Kiev sobre las óperas basadas en el autor ucraniano de Rimski-Kórsakov a Rajmáninov, pasando por Chaikovski.
En el repertorio propiamente español, El juego de motes de Lluis Milan, La escuela de danzar de Navarrete y Ribera, El majo y la italiana fingida, Garrido enfermo y su testamento (tonadillas del XVIII), Goyescas de Granados, Marina de Arrieta, El barberillo de Lavapiés de Barbieri, La tabernera del puerto de Sorozábal, La rosa del azafrán y El huésped del sevillano de Guerrero, Me llaman la presumida de Alonso, Cádiz, Agua, azucarillos y aguardiente y La Gran Vía de Chueca, La leyenda del beso de Soutullo y Vert, amén del espectáculo que el Teatro Real le encargó, en 1999, para conmemorar su centenario, con grandes figuras del canto lírico, encabezadas por Kraus y Caballé.
Además del éxito de El hombre de La Mancha, dirigió también otros espectáculos de Teatro Musical: Zorba, el griego de Kander y Ebb, Memory, una recopilación de musicales del cine, el West End y Broadway, El libro de la selva de Kipling, y el ya mentado Pinocho.
Trabajó también con Joaquin Grilo y compañía en De Noche, fusión flamenco-jazz; con María Vidal y Charo Reina en La Copla; o con Rafael Basurto (Los Panchos) en Bolero.
En obras no específicamente musicales, Tambascio visitó y revisitó, a menudo en versiones propias, a Lope de Vega (La discreta enamorada / In Love but Discreet), Moliére (El burgués gentilhombre, con la partitura de Lully), Chejov (La gaviota, Tío Vania), Bernhard (La partida de caza, Immanuel Kant), Dorst (Fernando Krapp), Copi (Le Frigo, El homosexual, La pirámide), Camus (El malentendido), Dumas (Los tres mosqueteros), Lorca (Mariana Pineda), Vargas Llosa (El loco de los balcones), Uslar Pietri (Chuo Gil y Myth Weavers, versión de Joanne Pottlitzer), Lerner (En el vasto silencio de Manhattan), Manuel Puig (Bajo un manto de estrellas), Cernuda (La familia interrumpida), Tremblay (Albertine en cinc temps), Dubois (Le printemps, Monsieur Deslauriers), o el propio Shakespeare (Las alegres comadres de Windsor). 
Como autor, estrenó La viuda del Majestic; Sigamos pecando; Carmen, mini ópera sangrienta/Carmen sanglante (en francés); Bandidos (multilingüe), basada en El trovador de García Gutiérrez y Hernani de Victor Hugo, así como Farinelli y su versión del clásico de Mary Shelley, Frankenstein, ya comentadas antes.
Opera International, Scherzo, La Opinión de Buenos Aires, El Nacional de Caracas, La Vanguardia de Barcelona, El País y Cinco Días (del que fue Jefe de Cultura) de Madrid y los programas de las temporadas de ópera de Caracas y el Teatro de La Zarzuela de Madrid, contaron con sus escritos. Y fue autor del libro Los cien años del Teatro Municipal, Caracas, 1980.
Como divulgador, impartió seminarios y conferencias sobre Mauricio Kagel, Mahler, Roller, teatro español e hispanoamericano, Mariana Pineda, retórica del Barroco o historia de la ópera, en Europa y América. Roberto Scandiuzzi compartió con él el taller de interpretación operística de la UI Menéndez Pelayo de Santander. Fue becado como pasante en la Ópera de París y el Festival de Aix-en-Provence, 
Trabajador infatigable, la muerte le sorprendió metido de lleno en tres proyectos que se estrenaron a lo largo de 2018 y 2019: El Prometeo de Draghi, en la Ópera de Dijón, Pelléas et Mélisande de Debussy en el Teatro Colón de Buenos Aires y El sueño de una noche de verano de Gaztambide, en el Teatro de la Zarzuela.

## Trayectoria profesional como director
1980
- Pulcinella de Stravinsky.  Con diálogos de Tambascio. Teatro Municipal de Caracas.

1981
- Ione de Petrella. Única versión integral en el siglo XX, grabada para Bongiovanni, Verona. (Negri, Mastromei, Sebastian. Dir: Edoardo Müller)
- Dido y Eneas de Purcell. Martine Dupuy. Fundación Teresa Carreño en Caracas.
- La viuda del Majestic de Tambascio. Café concert, Sala Ocre en Caracas.

1982
- En el vasto silencio de Manhattan de Elisa Lerner. Festival de teatro de Caracas.

1983
- Colloquio col tango de Raffaello de Banfield; Tango de Stravinsky; Lamento d'Arianna de Monteverdi. Fundación Teresa Carreño en Caracas.
- La sonámbula de Bellini. Codirigida con José Ignacio Cabrujas. Teatro Municipal de Caracas.
- Bajo un manto de estrellas de Manuel Puig. Estreno mundial en castellano en el Ateneo de Caracas.

1984
- La Dafne de Marco da Gagliano. Dirigido por Isabel Palacios en el Taller de la Camerata de Caracas.
- Myth weavers, versión de Pootlitzer. (Zouanne Le Roy, Bruce Gooch, Amy Crumpacker). Intiman Theater en Seattle.

1985
- Rodelinda de Haendel. Con La Chapelle Royale, dirigida por Philippe Herreweghe.
- El malentendido de Albert Camus. Ateneo de Caracas.
- Lord Byron's love letter de Tennessee Williams & De Banfield. Ateneo de Caracas.

1986
- Mariana Pineda de Federico García Lorca. Ateneo de Caracas.
- Chuo Gil de Uslar Pietri. Festival de Otoño en Madrid.

1987
- La Hacienda de Pompeyo Camps. Estreno mundial en el Teatro Colón en Buenos Aires.
- Albertine, en cinq temps de Michel Tremblay. Semaine du Quebec.
- Le printemps, monsieur Deslauriers de René Daniel Dubois. Festival des Ameriques en Montreal.

1988
- Salpicón de tres de Ovidio Lagos. Teatro Contemporáneo en Buenos Aires.
- La mode acquitaine parade a Madrid, Joy Eslava en Madrid.

1989
- Acis y Galatea de Antonio de Literes. Grabado para RTVE. (Almajano, Casariego. Dir: López Banzo. Versión de Alicia Lázaro) Teatro Juan Bravo de Segovia.

1990
- Tarde de poetas de Luis de Pablo. Estreno mundial de la versión escénica en el Teatro Arriaga de Bilbao.

1991
- Bastián y Bastiana de Mozart; Prima la musica e poi le parole de Salieri. Festival Mozart, durante el bicentenario Mozart, en el Teatro Albéniz de Madrid.
- El viaje de Kant a América de Thomas Bernhard. Teatro Arriaga de Bilbao y Teatro María Guerrero de Madrid.

1992
- La partida de caza de Thomas Bernhard. Teatro de Barakaldo y Centro Cultural Galileo en Madrid.

1993
- Bandidos, basado en El Trovador de García Gutiérrez, Hernani de Víctor Hugo y las respectivas óperas de Verdi. Subvencionado por el programa Kaleidoscopio de la CEE. Burdeos, Bilbao, Madrid.
- Fernando Krapp me ha escrito esta carta de Tankred Dorst. Basado en Nada menos que todo un hombre de Unamuno. Producción del Centro Dramático Nacional. Teatro María Guerrero, Madrid.
- Bastián y Bastiana de Mozart. Versión para niños presentada por Fernando Argenta. Primera de 6 temporadas en el Teatro de Madrid. (Giras a Gijón, Avilés, Santander, Córdoba, León)
- La pirámide de Copi. Lectura dramatizada en la Casa de América.

1994
- El empresario teatral de Mozart. Versión de Tambascio para público infantil. (Blancas, Rodrigo, Maestre). Teatro De La Zarzuela, Madrid.
- El barberillo de Lavapiés de Barbieri. Teatro de Madrid.
- Don Giovanni de Mozart. (Schimmel, Corbelli, Gustafson) Festival Mozart. Teatro Albéniz, Madrid.
- El juego de motes de Lluis Milán; La escuela de danzar de Navarrete y Ribera. Dirigido por Alicia Lázaro en el Festival de Otoño de Santander.
- La madre invita a comer de Luis de Pablo. Estreno mundial de la versión en castellano dirigida por José Ramón Encinar en el Teatro De La Zarzuela.

1995
- Salomé de Strauss. Coproducción del Festival de Otoño de Madrid y varios teatros rusos, estrenada en Teatro Chaikovski de Perm y Teatro de La Zarzuela de Madrid.
- La rosa del azafrán de Guerrero. Teatro de Madrid.
- La tabernera del puerto de Sorozábal. Teatro de Madrid.
- Don Giovanni de Mozart. Gran Teatro de Córdoba.
- La Cambiale di Matrimonio de Rossini. Teatro de Madrid, Palacio de Festivales, Santander.

1996
- La familia interrumpida de Luis Cernuda. Estreno mundial en el Festival de Otoño de Madrid. Teatro Lara. Teatro Lope de Vega, Sevilla. Teatro Cervantes, Málaga.
- Don Giovanni de Mozart. Teatro Campoamor de Oviedo.
- Goyescas de Granados. Año Goya en el Teatro de Madrid.
- El majo y la italiana fingida de De la Serna; Garrido enfermo y su testamento de Esteve. Teatro de Madrid.
- Me llaman la presumida de Alonso. Teatro de Madrid.
- La tabernera del puerto. Teatro Arriaga de Bilbao.
- Cádiz de Chueca. Teatro de Madrid.

1997
- La Gran Vía / Agua, azucarillos y aguardiente de Chueca. Teatro Madrid y Teatro Arnau de Barcelona.
- El hombre de La Mancha de Leigh y Wassermann. (Sacristán, San Basilio) Teatro Lope de Vega de Madrid, Palacio de los Deportes de Barcelona, Teatro Gran Rex de Buenos Aires.

1998
- La rosa del azafrán. Teatro Campoamor de Oviedo.
- La Gran Vía / Agua, azucarillos y aguardiente. Teatro La Latina de Madrid.
- Carmen, mini ópera sangrienta de Tambascio. Teatros Alfil, Madrid, Isabel la Católica, Granada, Palacio Valdés, Avilés, Villamarta, Jerez.
- Una furtiva lagrima de Tambascio. Sobre música y los años finales de Donizetti. (Viana, Subrido, Pardo, Frontal) Círculo de Bellas Artes de Madrid, Carlos III, El Escorial, Gran Teatro de Córdoba, Teatro Villamarta de Jerez, Teatro Principal de Vitoria, Palencia, Alicante, Logroño.

1999
- Gala de zarzuela en el Teatro Real en homenaje al centenario de la SGAE. Guion y dirección de Tambascio con Alfredo Kraus, Montserrat Caballé y otras estrellas de la lírica. Encargo de la Sociedad General de Autores y Compositores de España. Teatro Real, Madrid.
- Carmen, mini Spanish opera, versión francesa del espectáculo de Tambascio para el nuevo complejo cultural Les Subsistances de Lyon.
- Ópera Pushkin de Tambascio. Sobre óperas basadas en textos de Pushkin, producido para la Orquesta Nacional de Ucrania. Salas: Filarmónica de Kiev, Auditorio Nacional de Madrid, Auditorios de Avilés, Valladolid, Reus, etc.
- Sigamos pecando de Tambascio. Teatro Alfil de Madrid.
- La tabernera del puerto. Teatro Campoamor de Oviedo.

2000
- El libro de la selva de Kipling. Espectáculo infantil. Teatros: Alcázar de Madrid, Jovellanos de Gijón, Palacio Valdés de Avilés, Auditorios de Murcia, Alicante, Granada, Denia.
- Memory: de Hollywood a Broadway de Tambascio, sobre musicales norteamericanos de los años 50 y 60. Teatro Alcázar y gira por 40 ciudades.
- El homosexual de Copi. Estreno absoluto en España en el Teatro Alfil de Madrid.
- Carmen, mini Spanish opera. Teatro Toursky de Marsella.
- La tabernera del puerto. Palacio de Festivales de Cantabria.
- La copla espectáculo sobre la copla andaluza, con María Vidal, Charo Reina y Diego Benjumea. Gira por 30 ciudades.
- Tío Vania de Antón Chéjov. Con José María Asín, Javier Baigorri y Marta Munárriz. Estrenado el 29 de noviembre en el Teatro Gayarre de Pamplona.

2001
- De noche espectáculo flamenco con Joaquín Grilo de flamenco y fusión jazz. Festival de Flamenco de Jerez, Teatro Central de Sevilla, Teatro de La Zarzuela, Theatre de Chaillot, París, Coliseo de Oporto, Auditorio de Estambul.
- Desván Verdi, espectáculo homenaje al centenario de Verdi. Coproducción Hispano-ítalo-rumana. Estreno en Asturias y gira por España.
- El huésped del sevillano de Jacinto Guerrero. Con Beatriz Lanza, Luis Dámaso, Javier Ibarz. Dir. musical: Luis Remartínez. Teatro Campoamor de Oviedo y Teatro Arriaga de Bilbao.
- Las alegres comadres de Windsor de William Shakespeare. Versión castellana y dirección de Tambascio, con Paco Maestre, Trinidad Iglesias, Paco Vidal, estrenada en el Festival de Teatro Clásico de Almagro.
- Bolero, espectáculo sobre boleros con Rafael Basurto del Trio los Panchos, Gira Nacional.
- La traviata de Verdi. Celebración del año Verdi en la Escuela Superior de Canto de Madrid.

2002
- La leyenda del beso de Sotullo y Vert. Teatro Campoamor de Oviedo.
- El burgués gentilhombre, comedia-ballet de Molière y Lully. Con Paco Maestre, Trinidad Iglesias, Jorge Merino, Cecilia Lavilla, bailarines barrocos e instrumentos de época. Festival de Almagro, Jardines de Sabatini y gira por España.
- Zorba, el griego, musical de Ebb y Kander. Con Fabio Testi, Stefania Scolastici, Trinidad Iglesias etc. Orquesta dirigida por Antonio Suárez. Teatro Apolo de Barcelona y gira por España.

2003
- La rebelión de los criados, espectáculo sobre Mozart y Rossini con Blanca Portillo y distintos cantantes líricos. Orquesta de Transilvania dirigida por Luis Remartínez. Red española de Teatros y Auditorios.
- Segismundo, ópera basada en La vida es sueño, escrita por Tomás Marco para contratenor, actores y orquesta de cámara. Dir musical: José Luis Temes. Teatro Tatin de Santander y Festival de Almagro.
- Los tres mosqueteros de Alejandro Dumas. Con Raúl Peña, Armando Del Río, Emilio Gavira, Trinidad Iglesias etc. Festival de Almagro, Festival de Alcántara y Gira por España.

2004
- La discreta enamorada de Lope de Vega. Con Paco Maestre, Berta Ojea, Emilio Gavira, Eva Trancón. Festival de Almagro. Gira por España.
- Così fan tutte de Mozart. Dir. Musical: Pascual Osa. Palacio Valdés de Avilés, Jovellanos de Gijón, Principal de Vitoria, Principal de Alicante etc..
- La leyenda del beso. Teatros: Villamarta de Jerez y Cervantes de Málaga.
- El huésped del sevillano. Muralla árabe de Madrid.

2005
- Marina de Emilio Arrieta. Dirección musical de Miguel Ortega. Palacio de Festivales de Santander.
- El hombre de La Mancha, reposición. Madrid, Barcelona, Bilbao etc.
- Segismundo, reposición en Jaén, Jerez, Madrid, Maestranza de Sevilla.

2006
- Così fan tutte Orense, Valladolid, Madrid.
- Norma de Bellini. Teatro romano de Mérida.
- Don Chisciotte de Manuel García. Cuenca, Tomelloso, Albacete, Ciudad Real, Villarobledo, Maestranza de Sevilla.
- In love but discreet, versión en inglés de la obra de Lope de Vega. Greer Garson Theatre, Meadows Center of the Arts en Dallas.
- La discreta enamorada, versión original con elenco hispano. Greer Garson Theatre, Meadows Center of the Arts. Dallas
- Dulcinea de Mauricio Sotelo. Estreno mundial. Teatro Real. Teatro Arriaga, Teatro del Liceo, Barcelona.
- El trovador de Antonio García Gutiérrez. Chiclana de la Frontera, Festival de Lugo.

2007
- Hangman, hangman y The Town of Greed de Lorenzo Balada. Teatro de la Zarzuela y Teatro del Liceo de Barcelona.

2008
- El barberillo de Lavapiés. Teatro Pérez Galdós de Las Palmas.

2009
- La Parténope de Leonardo Vinci. Cappella della Pietá de Turchini, dirigida por Antonio Florio. Teatro de San Carlos de Nápoles, Teatro de La Maestranza de Sevilla, Teatro Bergidum de Ponferrada, Teatro Rosalía de Castro en La Coruña, Auditorios de Murcia, Palacio de Festivales de Santander. (Galardonada con el Premio Campoamor de la crítica española; grabada en DVD para el sello Dynamic)
- La italiana en Argel de Rossini. Teatro Villamarta de Jerez y Gran Teatro de Córdoba.

2010
- Frankenstein, versión de Tambascio inspirada en la obra de Mary Shelley. Festival Italia Napoli, Teatros del Canal y gira por España.
- El barberillo de Lavapiés. Teatro Arriaga de Bilbao y Teatro Calderón de Valladolid.
- Giulio Cesare de Haendel. Teatro Argentino de La Plata.

2012
- Lulú de Alban Berg. Teatro Amazonas, Manaus. Premio Concerto de la crítica brasileña.
- Viva Verdi, fragmentos de óperas verdianas para cinco cantantes y una actriz. Teatro Fernán Goméz, Madrid.
- Cuéntame Mozart, espectáculo didáctico sobre el músico dirigido a público infantil. Sala Gayarre del Teatro Real de Madrid.

2013
- Cupid new weapons of love, zarzuela barroca de Sebastián Durón. Diálogos en inglés y partes cantadas en castellano. Con la Orchestra of New Spain, dirigida por Grover Wilkins. City Performance Hall de Dallas.
- La traviata de Verdi, ensayada íntegramente y suspendida por problemas gremiales en vísperas del ensayo pre-general en el Teatro Argentino de La Plata.
- Pues más de ciento en horas veinticinco de Arnel. Homenaje a Lope de Vega en ocasión de entregarse el Premio que lleva su nombre. Teatro Español.
- Si el español nos contase de Arnel. Espectáculo con fragmentos de grandes títulos estrenados en el Teatro Español (antes Corral del Príncipe) desde sus inicios, en ocasión de celebrarse los 430 años de su inauguración. Teatro Español.
- Pinocchio, versión musical del texto de Collodi. Música de Bruno Tambascio. Teatro Circo Price de Madrid y gira nacional.
- ¿El Greco, decís? de Arnel. Teatro Rojas de Toledo, Teatro Circo de Albacete y Festival de Almagro.
- Ifigenia en Táuride de Gluck. Teatro Sao Pedro, Sao Paulo, Brasil.
- El loco de los balcones de Mario Vargas Llosa. Con José Sacristán. Teatro Español, Madrid.

2015
- Tonadillas, cuatro obras significativas del género con The Orchestra of New Spain, en el Dallas Performance Center.
- Zarzuela, the Spanish musical. Antología de Zarzuela. Baluarte de Pamplona, Calderón de Valladolid, Maestranza de Sevilla.
- La gaviota de Chejov. Nominada a los Premios Ercilla en varias categorías. Teatro Arriaga de Bilbao.

2016
- Ifigenia en Tracia de Nebra. Con la Orchestra of New Spain. Director, Grover Wilkins. Dallas Performance Center.
- La guerra de los gigantes / El imposible mayor en amor, le vence amor de Sebastián Durón. Con Vivica Genaux y La Cappella Mediterranea, dirigido por Leonardo García Alarcón. Teatro de La Zarzuela de Madrid. Mejor espectáculo de 2016 para la Cadena SER.
- Farinelli de Tambascio, pieza basada en los años de Carlo Broschi en España, con actores, cantantes y pequeño conjunto barroco. Teatros del Canal de Madrid.
- Música en Terezin, textos de Juan Mayorga y canciones de músicos del Holocausto. Con Blanca Portillo y Sylvia Schwartz. Fundación Albéniz. Programación del Teatro Real.
- El emperador de la Atlántida de Viktor Ullmann y Peter Kien, precedida de La canción de amor y muerte del Alférez Cristóbal Rilke, melodrama de Ullmann. Con Blanca Portillo, Alejandro Marco-Buhrmester, Torben Jurgens, Martin Winkler, dirigido por Pedro Halffter.
- Falstaff de Verdi. Con Bryn Terfel, Ainhoa Arteta, Juan Jesús Rodríguez. Director, Alberto Zedda. Temporada de Ópera de La Coruña.

2017
- Il Trovatore de Verdi. Teatro Calderón de Valladolid.
- Le frigo (La nevera) de Copi. Con Enrique Viana. Teatros del Canal de Madrid.
- Quixote!, versión en inglés firmada por Octavio Solís del clásico de Cervantes, para la Dallas Shakespeare, en el Samuell-Grand Park Auditorium.

## Premios y reconocimientos
- 2001 – Premio ABC por Las alegres comadres de Windsor.
- Premio Kepper por Las alegres comadres de Windsor.
- 2003 – Finalista del Premio del Público Teatro Rojas de Toledo por El burgués gentilhombre.
- 2004 – Premio Agora del Festival de Almagro.
- Finalista del Premio Ercilla por La gaviota.
- 2010 – Premio Campoamor a la Mejor nueva producción por La Parténope otorgado por la Fundación Premios Líricos Teatro Campoamor.[13]
- 2012 – Premio Revista Concerto por Lulu (Brasil).[14]
- 2016 – Mejor espectáculo del año 2016 por La Guerra de los Gigantes y El imposible mayor en amor, le vence Amor otorgado por Cadena SER.